# Formuła 2 – Monaco 2019
Runda Formuły 2 na torze Circuit de Monaco – runda czwarta mistrzostw Formuły 2 w sezonie 2019.

## Wyniki

### Sesja treningowa
| Nr | Kierowca        | Konstruktor | Czas     | Okr. |
| -- | --------------- | ----------- | -------- | ---- |
| 6  | Nicholas Latifi | DAMS        | 1:21,887 | 25   |

### Kwalifikacje
Źródło: fiaformula2.com

#### Grupa A
| Poz. | Nr | Kierowca             | Konstruktor                   | Czas     | Poz. s. |
| ---- | -- | -------------------- | ----------------------------- | -------- | ------- |
| 1    | 11 | Callum Ilott         | Sauber Junior Team by Charouz | 1:21,462 | 2       |
| 2    | 9  | Mick Schumacher      | PREMA Racing                  | 1:21,469 | 4       |
| 3    | 5  | Sérgio Sette Câmara  | DAMS                          | 1:21,537 | 5       |
| 4    | 19 | Anthoine Hubert      | BWT Arden                     | 1:21,675 | 7       |
| 5    | 1  | Louis Delétraz       | Carlin                        | 1:21,936 | 10      |
| 6    | 3  | Nikita Mazepin       | ART Grand Prix                | 1:22,089 | 12      |
| 7    | 21 | Ralph Boschung       | Trident                       | 1:22,233 | 14      |
| 8    | 7  | Zhou Guanyu          | UNI-Virtuosi                  | 1:22,772 | 16      |
| 9    | 15 | Jack Aitken          | Campos Racing                 | 1:22,877 | 18      |
| 10   | 17 | Mahaveer Raghunathan | MP Motorsport                 | 1:26,522 | 20      |
| Poz. | Nr | Kierowca             | Konstruktor                   | Czas     | Poz. s. |

#### Grupa B
| Poz. | Nr | Kierowca            | Konstruktor                   | Czas     | Poz. s. |
| ---- | -- | ------------------- | ----------------------------- | -------- | ------- |
| 1    | 4  | Nyck de Vries       | ART Grand Prix                | 1:20,676 | 1       |
| 2    | 8  | Luca Ghiotto        | UNI-Virtuosi                  | 1:20,924 | 3       |
| 3    | 6  | Nicholas Latifi     | DAMS                          | 1:21,130 | 8       |
| 4    | 10 | Sean Gelael         | PREMA Racing                  | 1:21,598 | 6       |
| 5    | 2  | Nobuharu Matsushita | Carlin                        | 1:21,807 | 9       |
| 6    | 16 | Artiom Markiełow    | MP Motorsport                 | 1:22,086 | 11      |
| 7    | 14 | Dorian Boccolacci   | Campos Racing                 | 1:22,290 | 13      |
| 8    | 12 | Juan Manuel Correa  | Sauber Junior Team by Charouz | 1:22,437 | 15      |
| 9    | 20 | Giuliano Alesi      | Trident                       | 1:22,785 | 17      |
| 10   | 18 | Tatiana Calderón    | BWT Arden                     | 1:24,791 | 19      |
| Poz. | Nr | Kierowca            | Konstruktor                   | Czas     | Poz. s. |

Uwagi
1. ↑  Nicholas Latifi został cofnięty o 3 pozycje za wyjazd z pit lane podczas czerwonego światła.

### Główny wyścig

#### Wyścig
Źródło: fiaformula2.com
| P                                                     | + / –     | Nr | Kierowca             | Konstruktor                   | Okr. | Czas / Strata | Komentarz |
| ----------------------------------------------------- | --------- | -- | -------------------- | ----------------------------- | ---- | ------------- | --------- |
| 1                                                     | Bez zmian | 4  | Nyck de Vries        | ART Grand Prix                | 41   | 1:30:56,153   |           |
| 2                                                     | 7         | 2  | Nobuharu Matsushita  | Carlin                        | 41   | +0:04,046     |           |
| 3                                                     | 2         | 5  | Sérgio Sette Câmara  | DAMS                          | 41   | +0:05,470     |           |
| 4                                                     | 9         | 14 | Dorian Boccolacci    | Campos Racing                 | 41   | +0:09,120     |           |
| 5                                                     | 11        | 7  | Zhou Guanyu          | UNI-Virtuosi                  | 41   | +1:02,548     |           |
| 6                                                     | 5         | 16 | Artiom Markiełow     | MP Motorsport                 | 40   | +1 okr.       |           |
| 7                                                     | 3         | 1  | Louis Delétraz       | Carlin                        | 40   | +1 okr.       |           |
| 8                                                     | 1         | 19 | Anthoine Hubert      | BWT Arden                     | 40   | +1 okr.       |           |
| 9                                                     | 5         | 21 | Ralph Boschung       | Trident                       | 40   | +1 okr.       | [ a ]     |
| 10                                                    | 2         | 3  | Nikita Mazepin       | ART Grand Prix                | 40   | +1 okr.       |           |
| 11                                                    | 6         | 20 | Giuliano Alesi       | Trident                       | 40   | +1 okr.       |           |
| 12                                                    | 4         | 6  | Nicholas Latifi      | DAMS                          | 40   | +1 okr.       |           |
| 13                                                    | 9         | 9  | Mick Schumacher      | PREMA Racing                  | 40   | +1 okr.       | [ b ]     |
| 14                                                    | 5         | 18 | Tatiana Calderón     | BWT Arden                     | 39   | +2 okr.       |           |
| 15                                                    | 5         | 17 | Mahaveer Raghunathan | MP Motorsport                 | 39   | +2 okr.       | [ c ]     |
| 16                                                    | 1         | 12 | Juan Manuel Correa   | Sauber Junior Team by Charouz | 37   | +4 okr.       | wypadek   |
| 17                                                    | 1         | 15 | Jack Aitken          | Campos Racing                 | 36   | +5 okr.       | kolizja   |
| Niesklasyfikowani                                     |           |    |                      |                               |      |               |           |
|                                                       |           | 10 | Sean Gelael          | PREMA Racing                  | 32   | +9 okr.       | kolizja   |
| Nie wystartowali / niedopuszczeni do ponownego startu |           |    |                      |                               |      |               |           |
|                                                       |           | 11 | Callum Ilott         | Sauber Junior Team by Charouz | 0    |               | mechanika |
| Zdyskwalifikowani                                     |           |    |                      |                               |      |               |           |
|                                                       |           | 8  | Luca Ghiotto         | UNI-Virtuosi                  | 41   | +0:03,049     | [ d ]     |
| P                                                     | + / –     | Nr | Kierowca             | Konstruktor                   | Okr. | Czas / Strata | Komentarz |

Uwagi
1. ↑  Ralph Boschung został ukarany 10-sekundową karą czasową za opuszczenie toru i zyskanie dzięki temu przewagi.
2. ↑  Mick Schumacher został ukarany 5-sekundową karą czasową za opuszczenie toru i zyskanie dzięki temu przewagi.
3. ↑  Mahaveer Raghunathan został ukarany 5-sekundową karą czasową za opuszczenie toru i zyskanie dzięki temu przewagi oraz 20-sekundową karą czasową za spowodowanie kolizji z Jackiem Aitkenem.
4. ↑  Luca Ghiotto został zdyskwalifikowany za złamanie regulaminu sportowego.

#### Najszybsze okrążenie
| Nr | Kierowca            | Konstruktor | Czas     | Okr. |
| -- | ------------------- | ----------- | -------- | ---- |
| 2  | Nobuharu Matsushita | Carlin      | 1:22,243 | 38   |

### Sprint

#### Wyścig
Źródło: fiaformula2.com
| P                 | + / –     | Nr | Kierowca             | Konstruktor                   | Okr. | Czas / Strata | Komentarz |
| ----------------- | --------- | -- | -------------------- | ----------------------------- | ---- | ------------- | --------- |
| 1                 | Bez zmian | 19 | Anthoine Hubert      | BWT Arden                     | 30   | 44:23,388     |           |
| 2                 | Bez zmian | 1  | Louis Delétraz       | Carlin                        | 30   | +0:00,059     |           |
| 3                 | 1         | 7  | Zhou Guanyu          | UNI-Virtuosi                  | 30   | +0:00,922     |           |
| 4                 | 1         | 16 | Artiom Markiełow     | MP Motorsport                 | 30   | +0:02,459     |           |
| 5                 | Bez zmian | 14 | Dorian Boccolacci    | Campos Racing                 | 30   | +0:13,689     |           |
| 6                 | Bez zmian | 5  | Sérgio Sette Câmara  | DAMS                          | 30   | +0:16,322     |           |
| 7                 | 1         | 4  | Nyck de Vries        | ART Grand Prix                | 30   | +0:16,952     |           |
| 8                 | 2         | 3  | Nikita Mazepin       | ART Grand Prix                | 30   | +0:17,337     |           |
| 9                 | 2         | 2  | Nobuharu Matsushita  | Carlin                        | 30   | +0:18,770     |           |
| 10                | 2         | 6  | Nicholas Latifi      | DAMS                          | 30   | +0:19,335     |           |
| 11                | 2         | 9  | Mick Schumacher      | PREMA Racing                  | 30   | +0:21,559     |           |
| 12                | 4         | 12 | Juan Manuel Correa   | Sauber Junior Team by Charouz | 30   | +0:22,639     |           |
| 13                | 5         | 15 | Jack Aitken          | Campos Racing                 | 30   | +0:23,284     |           |
| 14                | 6         | 11 | Callum Ilott         | Sauber Junior Team by Charouz | 30   | +0:24,813     |           |
| 15                | 4         | 10 | Sean Gelael          | PREMA Racing                  | 29   | +1 okr.       |           |
| Niesklasyfikowani |           |    |                      |                               |      |               |           |
|                   |           | 20 | Giuliano Alesi       | Trident                       | 17   | +13 okr.      | kolizja   |
|                   |           | 21 | Ralph Boschung       | Trident                       | 9    | +21 okr.      | mechanika |
|                   |           | 17 | Mahaveer Raghunathan | MP Motorsport                 | 6    | +24 okr.      | kolizja   |
|                   |           | 8  | Luca Ghiotto         | UNI-Virtuosi                  | 6    | +24 okr.      | kolizja   |
|                   |           | 18 | Tatiana Calderón     | BWT Arden                     | 2    | +28 okr.      | kolizja   |
| P                 | + / –     | Nr | Kierowca             | Konstruktor                   | Okr. | Czas / Strata | Komentarz |

#### Najszybsze okrążenie
| Nr | Kierowca    | Konstruktor  | Czas     | Okr. |
| -- | ----------- | ------------ | -------- | ---- |
| 10 | Sean Gelael | PREMA Racing | 1:23,318 | 27   |

#### Premia za najszybsze okrążenie w TOP 10
| Nr | Kierowca        | Konstruktor | Czas     | Okr. |
| -- | --------------- | ----------- | -------- | ---- |
| 6  | Nicholas Latifi | DAMS        | 1:23,868 | 30   |

## Klasyfikacja po zakończeniu rundy

### Kierowcy
| P  | +/− | Kierowca             | Starty | Punkty | P1 | P2 | P3 | PP | NO | NS |
| -- | --- | -------------------- | ------ | ------ | -- | -- | -- | -- | -- | -- |
| 1  | 0   | Nicholas Latifi      | 8      | 95     | 3  | –  | 1  | –  | 2  | –  |
| 2  | +1  | Nyck de Vries        | 8      | 93     | 2  | 1  | –  | 1  | 1  | –  |
| 3  | −1  | Luca Ghiotto         | 8      | 67     | 1  | 2  | –  | 2  | –  | 3  |
| 4  | 0   | Jack Aitken          | 8      | 62     | 1  | 1  | 1  | –  | 1  | –  |
| 5  | 0   | Zhou Guanyu          | 8      | 54     | –  | –  | 2  | –  | 1  | 1  |
| 6  | 0   | Sérgio Sette Câmara  | 8      | 52     | –  | 1  | 2  | –  | 1  | 2  |
| 7  | 0   | Anthoine Hubert      | 8      | 46     | 1  | –  | –  | –  | –  | –  |
| 8  | +2  | Louis Delétraz       | 8      | 34     | –  | 1  | –  | –  | –  | 2  |
| 9  | +4  | Dorian Boccolacci    | 8      | 30     | –  | –  | –  | –  | –  | –  |
| 10 | +5  | Nobuharu Matsushita  | 8      | 26     | –  | 1  | –  | 1  | 1  | 1  |
| 11 | −3  | Jordan King          | 6      | 26     | –  | –  | 1  | –  | 1  | 1  |
| 12 | −3  | Juan Manuel Correa   | 8      | 18     | –  | 1  | –  | –  | –  | 1  |
| 13 | N   | Artiom Markiełow     | 2      | 16     | –  | –  | –  | –  | –  | –  |
| 14 | −3  | Callum Ilott         | 7      | 14     | –  | –  | 1  | –  | –  | 1  |
| 15 | −3  | Mick Schumacher      | 8      | 14     | –  | –  | –  | –  | –  | 1  |
| 16 | −2  | Sean Gelael          | 8      | 11     | –  | –  | –  | –  | –  | 2  |
| 17 | −1  | Nikita Mazepin       | 8      | 6      | –  | –  | –  | –  | –  | 1  |
| 18 | −1  | Ralph Boschung       | 8      | 3      | –  | –  | –  | –  | –  | 2  |
| 19 | 0   | Giuliano Alesi       | 8      | 0      | –  | –  | –  | –  | –  | 5  |
| 20 | −2  | Mahaveer Raghunathan | 8      | 0      | –  | –  | –  | –  | –  | 1  |
| 21 | −1  | Tatiana Calderón     | 8      | 0      | –  | –  | –  | –  | –  | 3  |
| P  | +/− | Kierowca             | Starty | Punkty | P1 | P2 | P3 | PP | NO | NS |

### Zespoły
| P  | +/− | Konstruktor                   | Starty | Punkty | P1 | P2 | P3 | PP | NO | NS |
| -- | --- | ----------------------------- | ------ | ------ | -- | -- | -- | -- | -- | -- |
| 1  | 0   | DAMS                          | 16     | 147    | 3  | 1  | 3  | –  | 3  | 2  |
| 2  | 0   | UNI-Virtuosi                  | 16     | 121    | 1  | 2  | 2  | 2  | 1  | 4  |
| 3  | +1  | ART Grand Prix                | 16     | 100    | 2  | 1  | –  | 1  | 1  | 1  |
| 4  | −1  | Campos Racing                 | 16     | 92     | 1  | 1  | 1  | –  | 1  | –  |
| 5  | +4  | Carlin                        | 16     | 60     | –  | 2  | –  | 1  | 1  | 3  |
| 6  | 0   | BWT Arden                     | 16     | 46     | 1  | –  | –  | –  | –  | 3  |
| 7  | 0   | MP Motorsport                 | 16     | 42     | –  | –  | 1  | –  | 1  | 2  |
| 8  | −3  | Sauber Junior Team by Charouz | 15     | 32     | –  | 1  | 1  | –  | –  | 2  |
| 9  | −1  | PREMA Racing                  | 16     | 25     | –  | –  | –  | –  | –  | 3  |
| 10 | 0   | Trident                       | 16     | 3      | –  | –  | –  | –  | –  | 7  |
| P  | +/− | Konstruktor                   | Starty | Punkty | P1 | P2 | P3 | PP | NO | NS |